# Seznam mužských fotbalových reprezentací
Toto je seznam mužských fotbalových reprezentačních týmů z celého světa.

## Fotbalové federace

Mapa světa rozdělená podle fotbalových konfederací

Dnes na světě existuje celkem 209 mužských národních fotbalových týmů, které jsou soustředěny pod celosvětovou fotbalovou asociací FIFA. Tyto týmy jsou rozděleny podle příslušnosti k danému kontinentu do šesti fotbalových konfederací.
- Afrika – CAF (Confédération Africaine de Football)
- Asie – AFC (Asian Football Confederation)
- Evropa – UEFA (Union of European Football Associations)
- Severní a Střední Amerika a Karibik – CONCACAF (Confederation of North, Central America and Caribbean Association Football)
- Jižní Amerika – CONMEBOL (Confederación Sudamericana de Fútbol)
- Oceánie – OFC (Oceania Football Confederation)

### AFC(Asie)
- Afghánistán
- Austrálie[pozn. 1]
- Bahrajn
- Bangladéš
- Bhútán
- Brunej
- Čína
- Filipíny
- Guam
- Hongkong
- Indie
- Indonésie
- Írán
- Irák
- Japonsko
- Jemen
- Jordánsko
- Kambodža
- Katar
- KLDR
- Korejská republika
- Kuvajt
- Kyrgyzstán
- Laos
- Libanon
- Macao
- Malajsie
- Maledivy
- Mongolsko
- Myanmar
- Nepál
- Omán
- Pákistán
- Palestina
- Saúdská Arábie
- Severní Mariany (asociovaný člen)
- Singapur
- Spojené arabské emiráty
- Srí Lanka
- Sýrie
- Tádžikistán
- Thajsko
- Tchaj-wan
- Turkmenistán
- Uzbekistán
- Vietnam
- Východní Timor

1. ↑  1: V minulosti členem OFC (v AFC od roku 2006)

Členem zatím není -
- Tibet

### CAF(Afrika)
- Alžírsko
- Angola
- Benin
- Botswana
- Burkina Faso
- Burundi
- Čad
- Demokratická republika Kongo
- Džibutsko
- Egypt
- Eritrea
- Etiopie
- Gabon
- Gambie
- Ghana
- Guinea
- Guinea-Bissau
- Jihoafrická republika
- Jižní Súdán
- Kamerun
- Kapverdy
- Keňa
- Komory
- Konžská republika
- Lesotho
- Libérie
- Libye
- Madagaskar
- Malawi
- Mali
- Maroko
- Mauricius
- Mauritánie
- Mosambik
- Namibie
- Niger
- Nigérie
- Pobřeží slonoviny
- Réunion[pozn. 1]
- Rovníková Guinea
- Rwanda
- Senegal
- Seychely
- Sierra Leone
- Somálsko
- Středoafrická republika
- Súdán
- Svatý Tomáš a Princův ostrov
- Svazijsko
- Tanzanie
- Togo
- Tunisko
- Uganda
- Zambie
- Zanzibar[pozn. 1]
- Zimbabwe

1. 1 2  Tyto země jsou členy CAF, ale nejsou členy FIFA.

Členem zatím není -
- Západní Sahara

### CONCACAF(Severní a Střední Amerika a Karibik)
- Americké Panenské ostrovy
- Anguilla
- Antigua a Barbuda
- Aruba
- Bahamy
- Barbados
- Belize
- Bermudy
- ¹Bonaire
- Britské Panenské ostrovy
- Curaçao
- Dominika
- Dominikánská republika
- Francouzská Guyana[pozn. 1]
- Grenada
- Guadeloupe [pozn. 1]
- Guatemala
- Guyana
- Haiti
- Honduras
- Jamajka
- Kajmanské ostrovy
- Kanada
- Kostarika
- Kuba
- Martinik [pozn. 1]
- Mexiko
- Montserrat
- Nikaragua
- Panama
- Portoriko
- Saint-Martin [pozn. 1]
- Salvador
- Sint Maarten [pozn. 1]
- Surinam
- Svatý Kryštof a Nevis
- Svatá Lucie
- Svatý Vincenc a Grenadiny
- Trinidad a Tobago
- Turks a Caicos
- USA

1. 1 2 3 4 5  Tyto země jsou členy CONCACAF, ale nejsou členy FIFA.

Členy zatím nejsou -
- Saba
- Sint Eustatius

### CONMEBOL(Jižní Amerika)
- Argentina
- Bolívie
- Brazílie
- Ekvádor
- Chile
- Kolumbie
- Paraguay
- Peru
- Uruguay
- Venezuela

### OFC(Oceánie)
- Americká Samoa
- Cookovy ostrovy
- Fidži
- Nová Kaledonie
- Nový Zéland
- Papua Nová Guinea
- Samoa
- Šalomounovy ostrovy
- Tahiti
- Tonga
- Vanuatu

Členy zatím nejsou -
- Kiribati
- Marshallovy ostrovy
- Mikronésie
- Nauru
- Niue
- Norfolk
- Palau
- Tuvalu

### UEFA(Evropa)
- Albánie
- Andorra
- Anglie
- Arménie
- Ázerbájdžán
- Belgie
- Bělorusko
- Bosna a Hercegovina
- Bulharsko
- Černá Hora
- Česko
- Dánsko
- Estonsko
- Faerské ostrovy
- Finsko
- Francie
- Gibraltar
- Gruzie
- Chorvatsko
- Island
- Irsko
- Izrael [pozn. 1]
- Itálie
- Kazachstán [pozn. 2]
- Kosovo
- Kypr [pozn. 3]
- Lichtenštejnsko
- Litva
- Lotyšsko
- Lucembursko
- Maďarsko
- Malta
- Moldavsko
- Německo
- Nizozemsko
- Norsko
- Polsko
- Portugalsko
- Rakousko
- Rumunsko
- Rusko
- Řecko
- San Marino
- Severní Irsko
- Severní Makedonie
- Skotsko
- Slovensko
- Slovinsko
- Srbsko
- Španělsko
- Švédsko
- Švýcarsko
- Turecko
- Ukrajina
- Wales

1. ↑  Bývalý člen AFC (v UEFA od roku 1994).
2. ↑  Bývalý člen AFC (v UEFA od roku 2002).
3. ↑  Je fotbalovou reprezentací Kyperské republiky. Severokyperská turecká republika má svůj vlastní reprezentační tým, který ale není členem UEFA, ani FIFA.

Členy zatím nejsou -
- Grónsko
- Monako
- Vatikán

### Týmy, které nejsou členy FIFA
- Katalánsko
- Baskicko